# Полузатворен предњи нелабијализован самогласник
| [ повећај ]                                                     | предњи                                                                | готово предњи                                                         | средњи                                                                | готово задњи                                                          | задњи                                                                 |
| затворен                                                        | \| i · yɨ · ʉɯ · uɪ ʏ ʊe · øɘ · ɵɤ · oəɛ · œɜ · ɞʌ · ɔæɐa · ɶɑ · ɒ \| | \| i · yɨ · ʉɯ · uɪ ʏ ʊe · øɘ · ɵɤ · oəɛ · œɜ · ɞʌ · ɔæɐa · ɶɑ · ɒ \| | \| i · yɨ · ʉɯ · uɪ ʏ ʊe · øɘ · ɵɤ · oəɛ · œɜ · ɞʌ · ɔæɐa · ɶɑ · ɒ \| | \| i · yɨ · ʉɯ · uɪ ʏ ʊe · øɘ · ɵɤ · oəɛ · œɜ · ɞʌ · ɔæɐa · ɶɑ · ɒ \| | \| i · yɨ · ʉɯ · uɪ ʏ ʊe · øɘ · ɵɤ · oəɛ · œɜ · ɞʌ · ɔæɐa · ɶɑ · ɒ \| |
| готово затворен                                                 | \| i · yɨ · ʉɯ · uɪ ʏ ʊe · øɘ · ɵɤ · oəɛ · œɜ · ɞʌ · ɔæɐa · ɶɑ · ɒ \| | \| i · yɨ · ʉɯ · uɪ ʏ ʊe · øɘ · ɵɤ · oəɛ · œɜ · ɞʌ · ɔæɐa · ɶɑ · ɒ \| | \| i · yɨ · ʉɯ · uɪ ʏ ʊe · øɘ · ɵɤ · oəɛ · œɜ · ɞʌ · ɔæɐa · ɶɑ · ɒ \| | \| i · yɨ · ʉɯ · uɪ ʏ ʊe · øɘ · ɵɤ · oəɛ · œɜ · ɞʌ · ɔæɐa · ɶɑ · ɒ \| | \| i · yɨ · ʉɯ · uɪ ʏ ʊe · øɘ · ɵɤ · oəɛ · œɜ · ɞʌ · ɔæɐa · ɶɑ · ɒ \| |
| полузатворен                                                    | \| i · yɨ · ʉɯ · uɪ ʏ ʊe · øɘ · ɵɤ · oəɛ · œɜ · ɞʌ · ɔæɐa · ɶɑ · ɒ \| | \| i · yɨ · ʉɯ · uɪ ʏ ʊe · øɘ · ɵɤ · oəɛ · œɜ · ɞʌ · ɔæɐa · ɶɑ · ɒ \| | \| i · yɨ · ʉɯ · uɪ ʏ ʊe · øɘ · ɵɤ · oəɛ · œɜ · ɞʌ · ɔæɐa · ɶɑ · ɒ \| | \| i · yɨ · ʉɯ · uɪ ʏ ʊe · øɘ · ɵɤ · oəɛ · œɜ · ɞʌ · ɔæɐa · ɶɑ · ɒ \| | \| i · yɨ · ʉɯ · uɪ ʏ ʊe · øɘ · ɵɤ · oəɛ · œɜ · ɞʌ · ɔæɐa · ɶɑ · ɒ \| |
| средњи                                                          | \| i · yɨ · ʉɯ · uɪ ʏ ʊe · øɘ · ɵɤ · oəɛ · œɜ · ɞʌ · ɔæɐa · ɶɑ · ɒ \| | \| i · yɨ · ʉɯ · uɪ ʏ ʊe · øɘ · ɵɤ · oəɛ · œɜ · ɞʌ · ɔæɐa · ɶɑ · ɒ \| | \| i · yɨ · ʉɯ · uɪ ʏ ʊe · øɘ · ɵɤ · oəɛ · œɜ · ɞʌ · ɔæɐa · ɶɑ · ɒ \| | \| i · yɨ · ʉɯ · uɪ ʏ ʊe · øɘ · ɵɤ · oəɛ · œɜ · ɞʌ · ɔæɐa · ɶɑ · ɒ \| | \| i · yɨ · ʉɯ · uɪ ʏ ʊe · øɘ · ɵɤ · oəɛ · œɜ · ɞʌ · ɔæɐa · ɶɑ · ɒ \| |
| полуотворен                                                     | \| i · yɨ · ʉɯ · uɪ ʏ ʊe · øɘ · ɵɤ · oəɛ · œɜ · ɞʌ · ɔæɐa · ɶɑ · ɒ \| | \| i · yɨ · ʉɯ · uɪ ʏ ʊe · øɘ · ɵɤ · oəɛ · œɜ · ɞʌ · ɔæɐa · ɶɑ · ɒ \| | \| i · yɨ · ʉɯ · uɪ ʏ ʊe · øɘ · ɵɤ · oəɛ · œɜ · ɞʌ · ɔæɐa · ɶɑ · ɒ \| | \| i · yɨ · ʉɯ · uɪ ʏ ʊe · øɘ · ɵɤ · oəɛ · œɜ · ɞʌ · ɔæɐa · ɶɑ · ɒ \| | \| i · yɨ · ʉɯ · uɪ ʏ ʊe · øɘ · ɵɤ · oəɛ · œɜ · ɞʌ · ɔæɐa · ɶɑ · ɒ \| |
| готово отворен                                                  | \| i · yɨ · ʉɯ · uɪ ʏ ʊe · øɘ · ɵɤ · oəɛ · œɜ · ɞʌ · ɔæɐa · ɶɑ · ɒ \| | \| i · yɨ · ʉɯ · uɪ ʏ ʊe · øɘ · ɵɤ · oəɛ · œɜ · ɞʌ · ɔæɐa · ɶɑ · ɒ \| | \| i · yɨ · ʉɯ · uɪ ʏ ʊe · øɘ · ɵɤ · oəɛ · œɜ · ɞʌ · ɔæɐa · ɶɑ · ɒ \| | \| i · yɨ · ʉɯ · uɪ ʏ ʊe · øɘ · ɵɤ · oəɛ · œɜ · ɞʌ · ɔæɐa · ɶɑ · ɒ \| | \| i · yɨ · ʉɯ · uɪ ʏ ʊe · øɘ · ɵɤ · oəɛ · œɜ · ɞʌ · ɔæɐa · ɶɑ · ɒ \| |
| отворен                                                         | \| i · yɨ · ʉɯ · uɪ ʏ ʊe · øɘ · ɵɤ · oəɛ · œɜ · ɞʌ · ɔæɐa · ɶɑ · ɒ \| | \| i · yɨ · ʉɯ · uɪ ʏ ʊe · øɘ · ɵɤ · oəɛ · œɜ · ɞʌ · ɔæɐa · ɶɑ · ɒ \| | \| i · yɨ · ʉɯ · uɪ ʏ ʊe · øɘ · ɵɤ · oəɛ · œɜ · ɞʌ · ɔæɐa · ɶɑ · ɒ \| | \| i · yɨ · ʉɯ · uɪ ʏ ʊe · øɘ · ɵɤ · oəɛ · œɜ · ɞʌ · ɔæɐa · ɶɑ · ɒ \| | \| i · yɨ · ʉɯ · uɪ ʏ ʊe · øɘ · ɵɤ · oəɛ · œɜ · ɞʌ · ɔæɐa · ɶɑ · ɒ \| |
| i · yɨ · ʉɯ · uɪ ʏ ʊe · øɘ · ɵɤ · oəɛ · œɜ · ɞʌ · ɔæɐa · ɶɑ · ɒ |                                                                       |                                                                       |                                                                       |                                                                       |                                                                       |

Полузатворен предњи нелабијализован самогласник је самогласник, који се користи у неким говорним језицима. Симбол у Међународној фонетској азбуци који представља овај звук је , и одговарајући X-SAMPA симбол је .

## Карактеристике
- Висина самогласника је полуотворен, што значи да је врх језика постављен између отвореног самогласника и средњег самогласника.
- Место изговора је предњи, што значи да је врх језика постављен што ближе предњем делу уста без стварања сужења да би се сматрао као сугласник.
- Лабијализованост самогласника је нелабијализован, што значи да су усне раширене.

## Појава
| Језик       | Језик            | Реч                                                          | ИПА | Значење    | Напомене                                                        |
| ----------- | ---------------- | ------------------------------------------------------------ | --- | ---------- | --------------------------------------------------------------- |
| Каталонски  | Каталонски       |                                                              |     | 'слеп'     | Види каталонску фонологију                                      |
| Холандски   | Холандски        |                                                              |     | 'необичан' | Види холандску фонологију                                       |
| Енглески    | аустралијски     |                                                              |     | 'кревет'   | Види аустралијску енглеску фонологију                           |
| Енглески    | северни амерички |                                                              |     | 'играње'   | Неки дијалекти. Многи говорници умјесто имају диптонг типа .    |
| Фарски      | Фарски           |                                                              |     | 'ја'       |                                                                 |
| Француски   | Француски        |                                                              |     | 'лепота'   | Види француску фонологију                                       |
| Грузински   | Грузински        |                                                              |     | 'краљ'     |                                                                 |
| Њемачки     | Њемачки          |                                                              |     | 'душа'     | Види њемачку фонологију                                         |
| Италијански | Италијански      |                                                              |     | 'звезде'   | Види италијанску фонологију                                     |
| Корејски    | Корејски         | /[peda] грешка: {{lang}}: текст има искошену назнаку (помоћ) |     | 'сјећи'    | Види корејску фонологију                                        |
| Норвешки    | Норвешки         |                                                              |     | 'смех'     | Види норвешку фонологију                                        |
| Пољски      | Пољски           |                                                              |     | 'дан'      | Види пољску фонологију                                          |
| Португалски | Португалски      |                                                              |     | 'стол'     | Види португалску фонологију                                     |
| Руски       | Руски            |                                                              |     | 'врат'     | Појављује се само прије меких сугласника. Види руску фонологију |
| Шведски     | Шведски          |                                                              |     | 'види'     | Види шведску фонологију                                         |
| Вијетнамски | Вијетнамски      |                                                              |     | 'утрнути'  | Види вијетнамску фонологију                                     |
| Запотечки   | Тилкуиапан       |                                                              |     |            | Појављује се већином после , иначе самогласник је средњег реда  |

## Средњи предњи нелабијализован самогласник
Многи језици, као што су шпански, јапански, корејски, грчки и турски, имају средњи предњи нелабијализован самогласник који се јасно разликује говорницима од полузатворних и полуотворених самогласника. Неки број дијалеката енглеског, такође имају такве средње предње самогласнике.
Међутим, нема познатог језика да разликује сва три, не постоји посебан ИПА-симбол за средњег самогласника предњег реда, и  се углавном користи.
Ако је прецизност пожељена, снижавајући дијакритик може да се користи: .
Иако многи језици имају само један незатворен, неотворен предњи самогласник, нема наклоњеност за то да буде средњи.
Игбо језик, на пример, има полузатворен , док бугарски има полуотвореног , иако ови језици не праве контраст тих самогласника са другим средњим предњим самогласницима.

## Појава
У следећем транскрипцијама, спуштајући дијакритик је изостављен због једноставности.
| Језик     | Језик     | Реч                                                          | ИПА | Значење              | Напомене                                                                          |
| --------- | --------- | ------------------------------------------------------------ | --- | -------------------- | --------------------------------------------------------------------------------- |
| Албански  | Албански  |                                                              |     | 'лош'                |                                                                                   |
| Хрватски  | Хрватски  |                                                              |     | 'десет'              |                                                                                   |
| Енглески  | јокширски |                                                              |     | 'игра'               | Види енглеску фонологију                                                          |
| Хебрејски | Хебрејски |                                                              |     | 'дело'               | Хебрејски самогласници нису показани у писму, види Некудот и хебрејску фонологију |
| Мађарски  | Мађарски  |                                                              |     | 'недељу дана, седам' | Види мађарску фонологију                                                          |
| Фински    | Фински    |                                                              |     | 'ја (ћу) ићи'        |                                                                                   |
| Грчки     | Грчки     |                                                              |     | 'феноменон'          | Види савремену грчку фонологију                                                   |
| Јапански  | Јапански  |                                                              |     | 'смех'               | Види јапанску фонологију                                                          |
| Корејски  | Корејски  |                                                              |     | 'јастук'             | Види корејску фонологију                                                          |
| Румунски  | Румунски  |                                                              |     | 'цуре'               | Види румунску фонологију                                                          |
| Руски     | Руски     |                                                              |     | 'особа'              | Појављује се само после меких сугласника. Види руску фонологију                   |
| Српски    | Српски    | /[žena] грешка: {{lang}}: текст има искошену назнаку (помоћ) |     | 'жена'               |                                                                                   |
| Шпански   | Шпански   |                                                              |     | 'беба'               | Види шпанску фонологију                                                           |
| Турски    | Турски    |                                                              |     | 'кућа'               | Види турску фонологију                                                            |